# Powiat Westprignitz

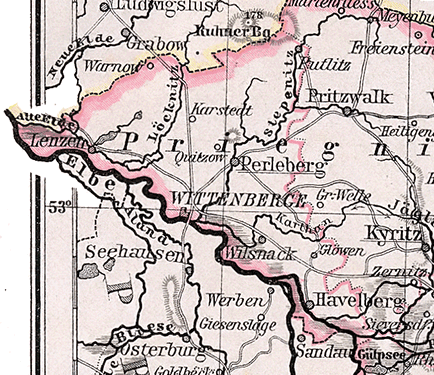
Mapa powiatu w 1905

Powiat Westprignitz (niem. Landkreis Westprignitz, Kreis Westprignitz) – dawny powiat w Królestwie Prus, w prowincji prowincji Brandenburgia, w rejencji poczdamskiej. Istniał w latach 1818–1952. Siedzibą władz powiatu było miasto Perleberg. Teren dawnego powiatu leży obecnie w kraju związkowym Brandenburgia w powiecie Prignitz oraz w kraju związkowym Saksonia-Anhalt w powiecie Prignitz.
1 stycznia 1945 na terenie powiatu znajdowało się:
- pięć miast: Bad Wilsnack, Havelberg, Lenzen (Elbe), Perleberg oraz Putlitz
- 136 innych gmin